# Hugh Herbert
Hugh Herbert (ur. 10 sierpnia 1887 w Binghamton, zm. 12 marca 1952) – amerykański aktor filmowy.

## Filmografia
- 1930: Danger Lights jako Profesor, włóczęga
- 1933: Żegnaj panowie jako Harvey Wilson
- 1933: Nocne motyle jako Charlie Bowers
- 1937: Sh! The Octopus jako Detektyw Harold Kelly
- 1938: Wielki walc jako Hofbauer
- 1939: Na zawsze twój jako Benton
- 1941: Czarny kot jako pan Penny
- 1943: Stage Door Canteen jako on sam
- 1944: Kismet jako Feisal
- 1944: Muzyka dla milionów jako Wujek Ferdinand
- 1948: The Girl from Manhattan jako Aaron Goss
- 1951: Havana Rose jako Filbert Fillmore

## Wyróżnienia
Posiada swoją gwiazdę na Hollywoodzkiej Alei Gwiazd.

## Dodatkowe informacje
Postać Hugh Herbera, a także wielu innych przedwojennych amerykańskich aktorów, pojawiła się w filmie animowanym The Autograph Hound z 1939, gdzie Kaczor Donald włamuje się do studia filmowego, aby zdobyć autografy.